# Zodarion aerium
Zodarion aerium là một loài nhện trong họ Zodariidae.
Loài này thuộc chi Zodarion. Zodarion aerium được Eugène Simon miêu tả năm 1890.